# Монастир Ісуса (Авейру)
Монасти́р Ісу́са (порт. Mosteiro de Jesus) — колишній домініканський жіночий монастир у Португалії, в місті Авейру, парафії Глорія і Вера-Круш. Заснований між 1458—1460 роками португальськими черницями. Визнаний монастирем 16 травня 1416 року буллою папи римського Пія II. З 1465 року діяв як жіночий монастир Домініканського ордену. Став відомим після 1475 року, коли його послушницею стала благовірна португальська інфанта, так звана свята принцеса Жуана, донька португальського короля Афонсу V, що згодом прийняла тут чернецтво (1485) і була тут похована (1490). Монастирські будівлі були капітально реставровані й перебудовані у бароковому стилі в XVII—XVIII століттях, за правління королів Педру II та Жуана V. Основний храм — монасти́рська це́рква Ісу́са (порт. Igreja de Jesus). Після розпуску чернечих орденів у Португалії (1834) монастирю дозволили лишатися чинним до смерті останньої черниці, яка померла 1874 року. Згодом усі будівлі та майно передали Королівському братству святої принцеси Жуани (порт. Real Irmandade de Santa Joana Princesa); у монастирі відкрили Колегію святої Жуани, що працювала до проголошення республіки в 1910 році. 1911 року монастирський комплекс перейшов мерії міста Авейру, яка заснувала у ньому історично-мистецький музе́й Аве́йру (порт. Museu de Aveiro), що діє дотепер. Основні колекції музею зібрані Маркіжем Гомішем. Національна пам'ятка Португалії (1910). 

## Галерея

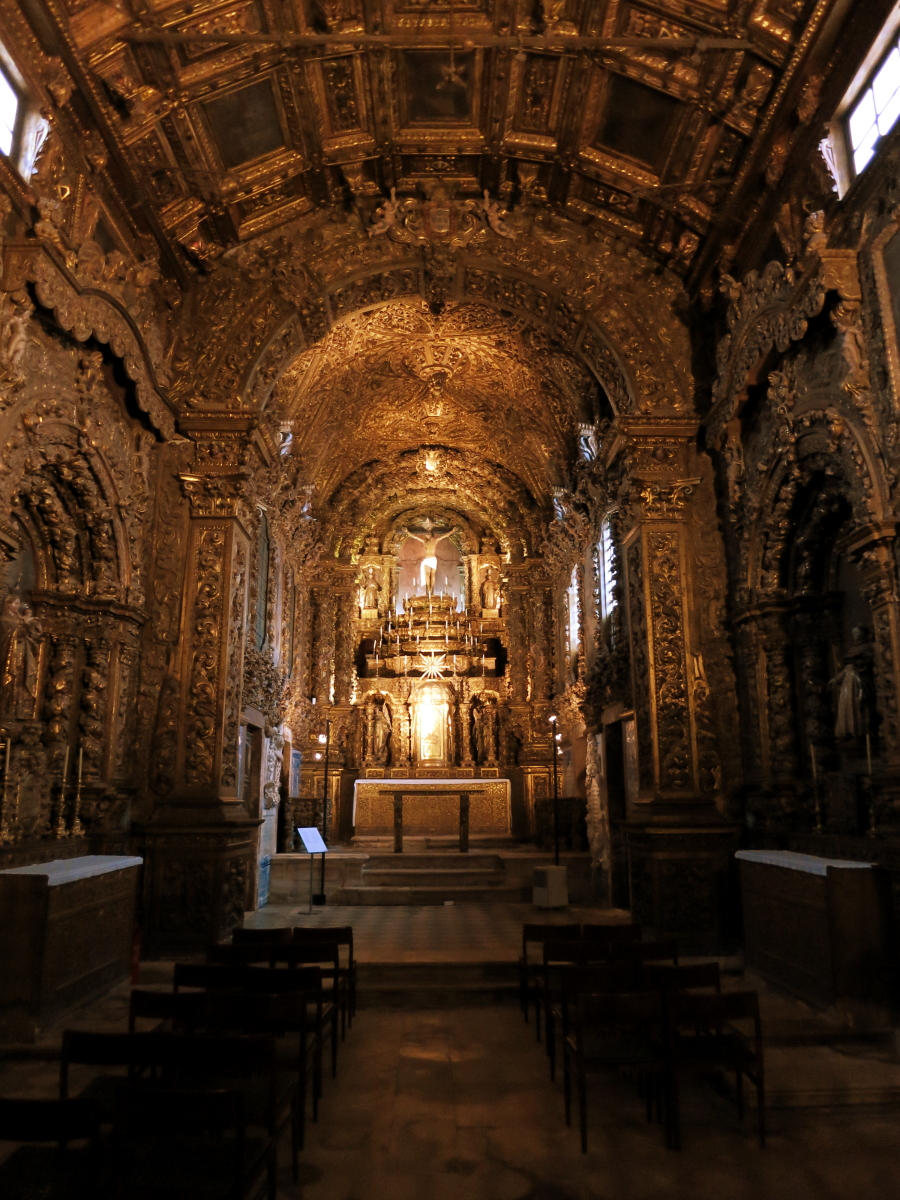
Церква Ісуса
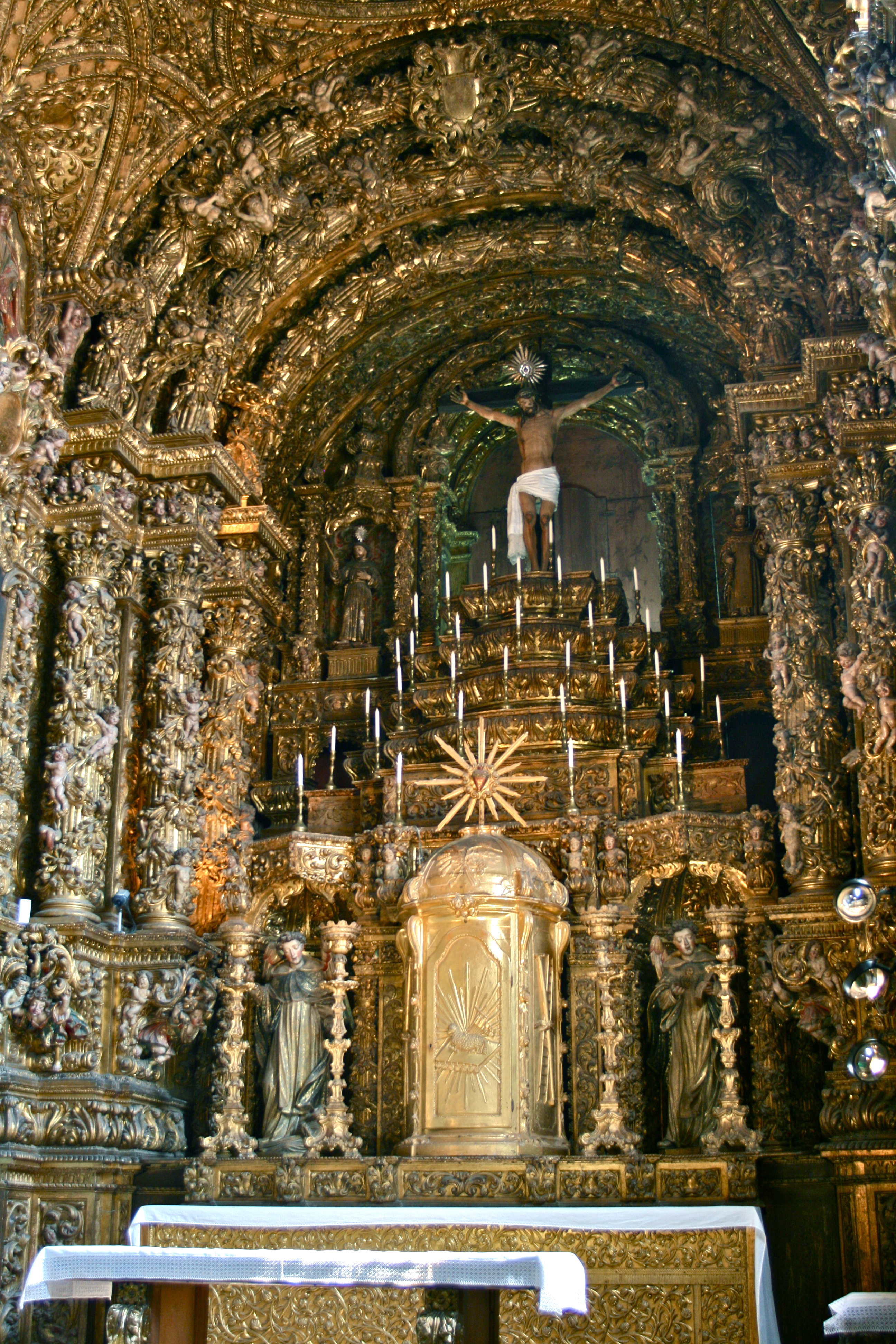
Вівтар церкви
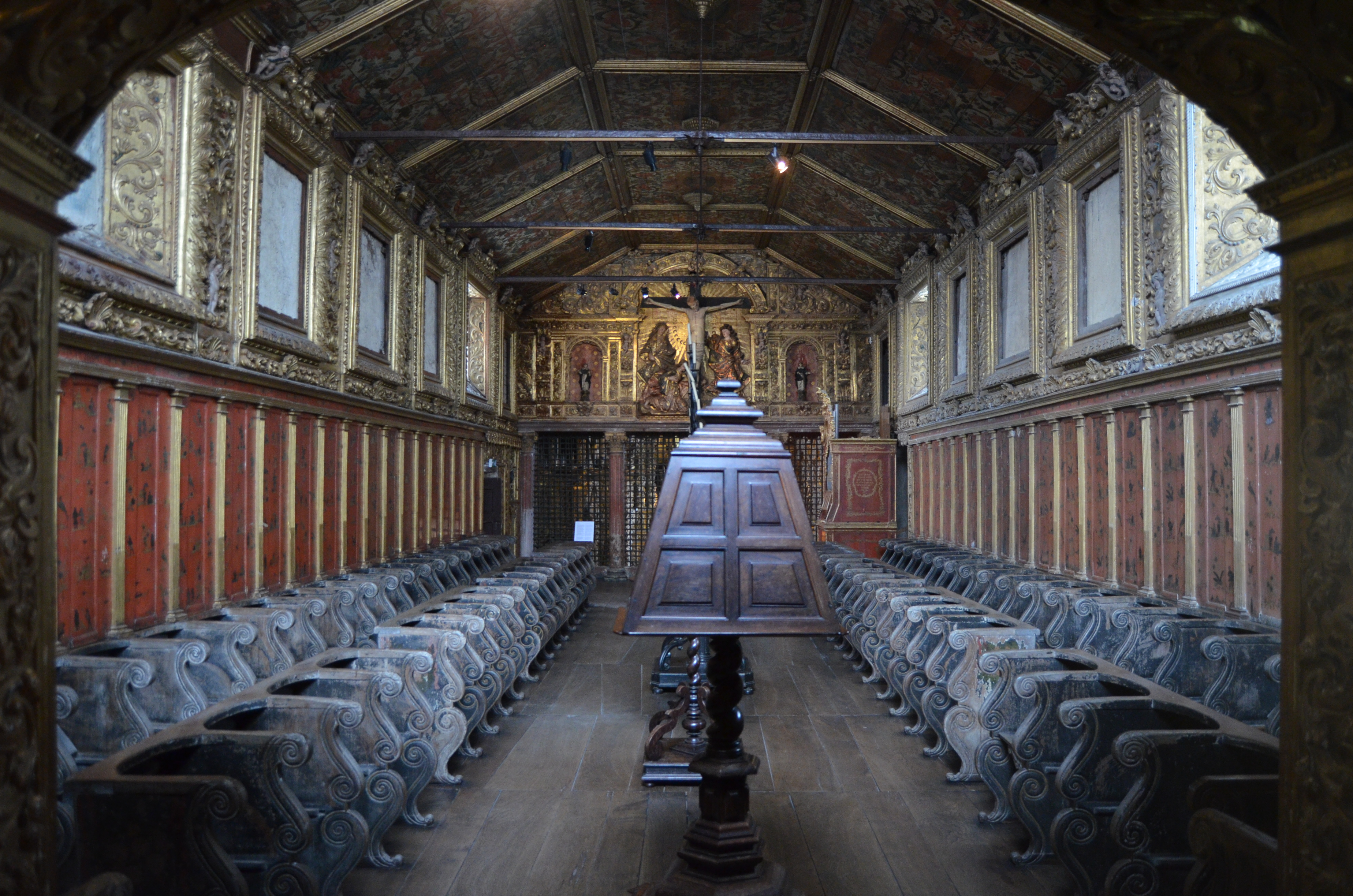
Зала нарад
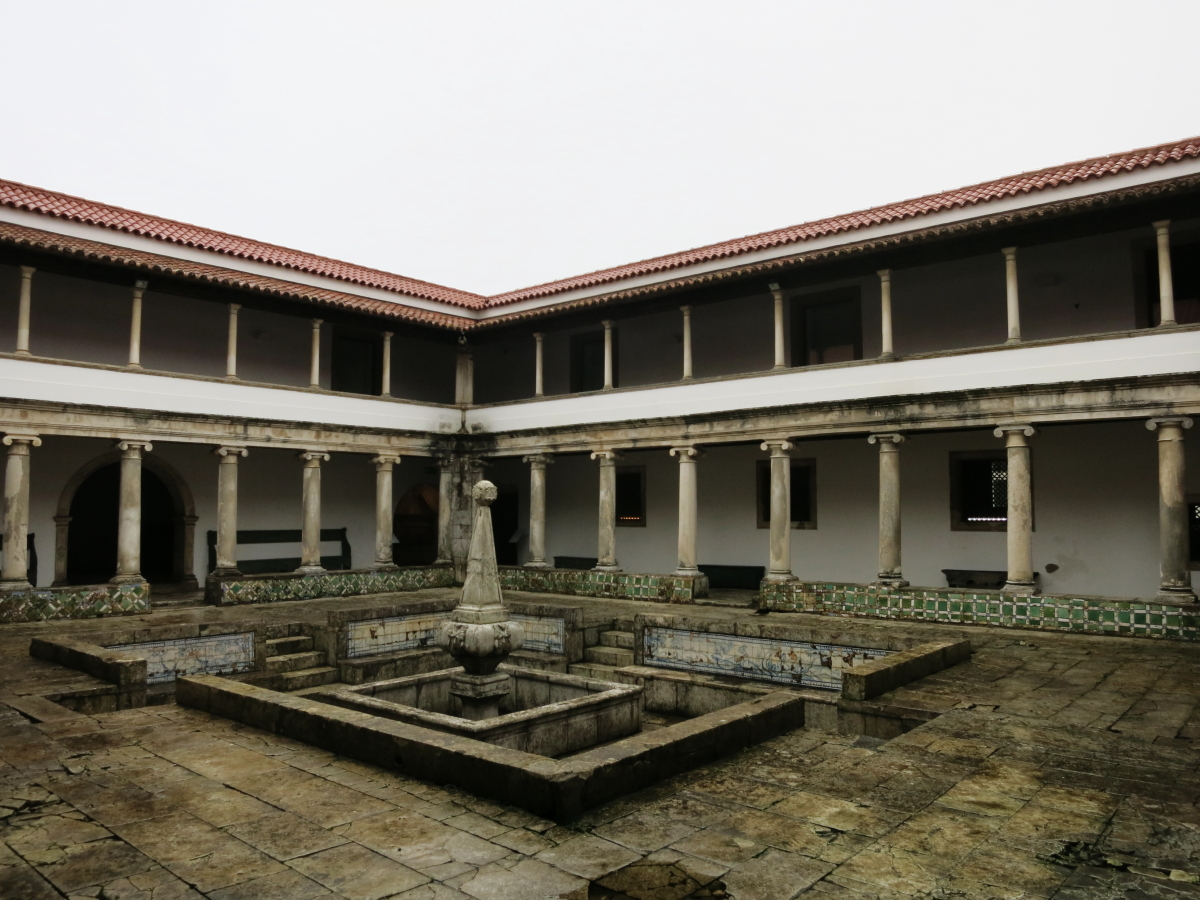
Клуатр
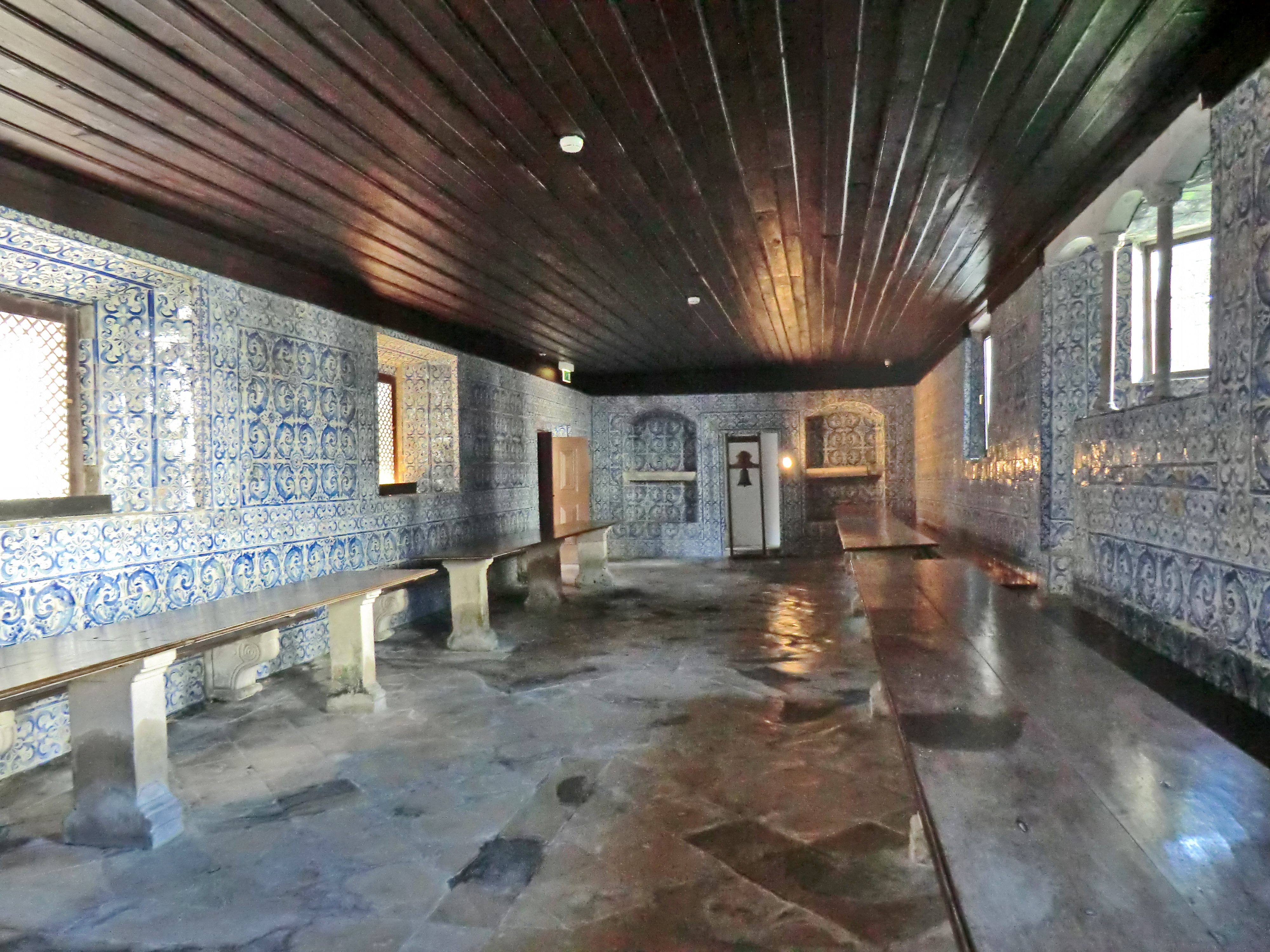
Трапезна
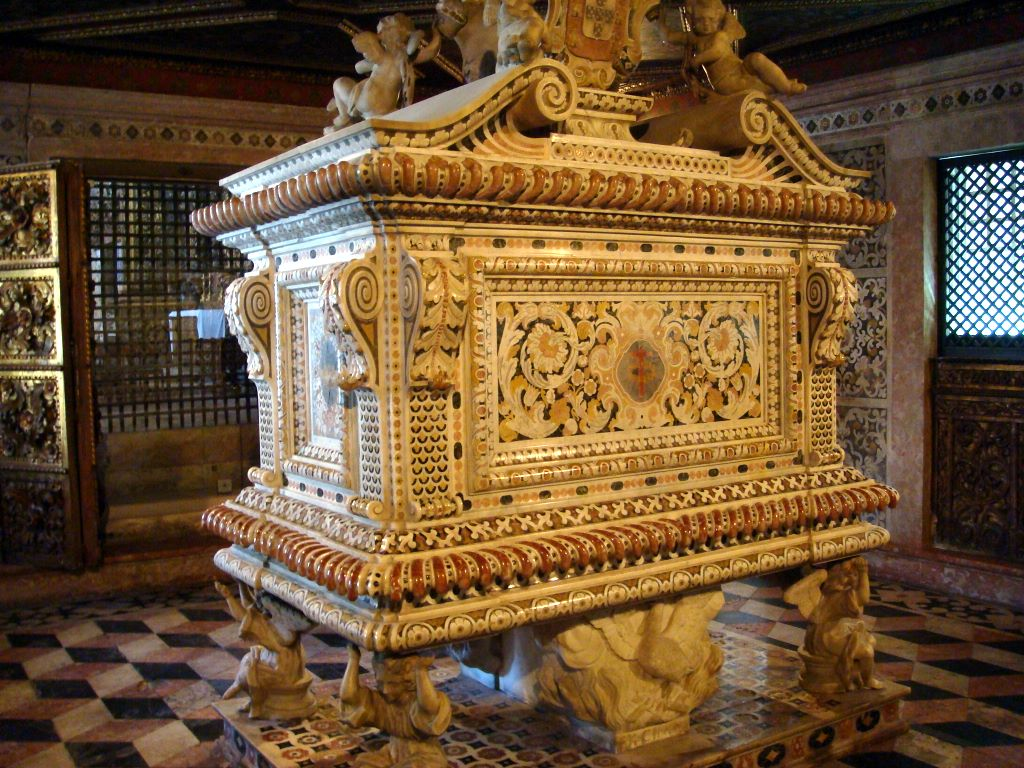
Саркофаг Жуани